# Мирјана Радовић Марковић
Мирјана Радовић Марковић (Београд, 4. децембар 1956) српски је економиста, доктор економских наука и универзитетски професор.

## Образовање
Завршила је XIV београдску гимназију, а затим Економски факултет у Београду, где је магистрирала у својој 25. години. Потом је докторирала такође на Економском факултету у Београду у својој 30. години.
Своје усавршавање наставља у САД, Холандији и Русији, где је на Ломоносову завршила последокторске студије 1988. године.
Почетком 2014. завршава специјализацију из области образовања у Лондону (College of Teachers).

## Каријера
У својој научној и професорској каријери, објавила је 30 књига и више од 200 научних радова. Књиге објављује у САД, Уједињеном Краљевству, Немачкој, Португалији, Бугарској, Румунији, Индији и другим земљама.
Гостујући је професор на државним и приватним универзитетима широм света (Велика Британија, САД, Швајцарска, Русија, Пољска, Литванија и Бугарска). Оснивач је међународног часописа о женском предузетништву (енгл. Journal of Women's Entrepreneurship and Education), часописа International review и научног часописа Journal of Entrepreneurship and Business Resilience, чија је главна уредница. Члан је многобројних научних организација, а за свој допринос у области економије предузетништва и женског предузетништва добила је почасне докторате у Америци, Индији и Бенину, као и 17 међународних и националних награда.
Прва је жена-научница из Србије која је изабрана за редовног члана Европске академије наука са седиштем у Лондону. Такође је као прва жена-научница из Србије изабрана за редовног члана Светске академије уметности и наука ,  Линк : Prof. Dr. Mirjana Radović Marković is elected as a fellow in the World Academy of Art and Science (WAAS), USA :: (bg.ac.rs) , академик је Европско-медитеранске академије уметности и наука, Атина, Грчка, Бугарске академије наука и уметности, Софија, Бугарска, као и Српске краљевске академије уметника и научника (СКАНУ), чија је потпредседница.
Јула 2014. изабрана је за редовног члана Европске академије наука и уметности (ЕАСА)са седиштем у Салцбургу, Аустрија.
Током 2016. изабрана је за члана Одбора за Економију , Бизнис и Менаџмент  (Section Committee Economics, Business ,management) Европске академије наука из Лондона ,Велика Британија  ( редован члан је постала 2012), као прва научница из Србије . Линк: Academy of Europe: Economics Business and Management Sciences (ae-info.org).
Годину дана касније, изабрана је и за редовног члана Руске академије природних наука у Москви, Русија Линк : http://www.vspep.edu.rs/v165_dr-mirjana-radovic-izabrana-za-ruskog-akademika.html%5B%5D.
Изабрана је и за члана Економског одбора при Академији наука и уметности Републике Српске (АНУРС) http://www.anurs.org/lat/item/c571). Осим тога, била је члан и Матичног одбора Министарства за науку, просвету и технолошки развој Републике Србије у два мандата (2010-2016), а од октобра 2016. изабрана је за члана Националног савета за науку. Мандат јој је истекао октобра 2021. год.
У октобру 2023., изабрана је за иностраног члана Бангладешке Академије Наука (БАС) са седиштем у главном граду Даки. Линк : Fellow Details - Bangladesh Academy of Sciences (bas.org.bd)  . Она је једини члан из Србије поменуте националне Академије .
Фебруара 2022. године , изабрана је за члана Националног савета за високо образовање (НСВО) ,Министарство просвете , науке и технолошког развоја , Републике Србије . Линк : Članovi NSVO – Nacionalni savet za visoko obrazovanje (NSVO)
Мирјана Радовић Марковић је добитница награде капетан Миша Анастасијевић за научно-истраживачки рад и допринос предузетништву за 2018. годину. Њен допринос науци је овековечен у књизи "Неимари и Хероји" , објављеној 2022. год. Линк:Monografija "Heroji i neimari Srbije i Srpske" (rtrs.tv)
Јула 2018. ко-ауторски научни чланак проф. Радовић-Марковић под називом 'Acceptance and use of lecture capture system (LCS) in executive business studies' , објављен у часопису Interactive Technology and Smart Education 2017. године, проглашен је најбољим радом и добио је прву награду 2018 Emerald Literati Awards. Стручни жири светски познате издавачке куће Емералд из Велике Британије га је једногласно изабрао због оригиналног научног доприноса у конкуренцији свих објављених радова ове издавачке куће у 2017. год. Линк http://view.email.emeraldinsight.com/?qs=94a84650e2dc96dd2046087b469090fc05cd1fbd935a81b026c89fc2ca15aad8330f3c22d0ec0284c64caf351ddd675b6fa069848674cf476a017876abe13cbbc9ba3e7c9905d7afbfd9e3f5853c85e9
Награда капетан Миша Анастасијевић за научно-истраживачки рад и промоцију предузетништва,2018 http://www.mediainvent.rs/?p=59316
Годишња награда "Томислав Поповић" Института економских наука из Београда за највећи научни допринос за 2017.http://ien.bg.ac.rs/sr-lat/aktivnosti/1895-ix-godisnja-naucna-konferencija . Исту награду добија и за 2021. годину. Линк: Godišnja nagrada prof.dr Mirjani Radovic -Markovic (mirjanaradovic.info)
Часопис који је основала 2008. године под називом Journal Women's Entrepreneurship and Education и њен је гл. уредник свих ових година, добио је импакт фактор 2022. год. на СКОПУС-у,  чиме  је сврстан у категорију Q3. Линк :Journal Women's Entrepreneurship and Education (scimagojr.com)